# Gerhard Drews
Gerhard Drews (* 26. April 1954) ist ein ehemaliger deutscher Fußballspieler, der von 1975 bis 1987 in der 2. Fußball-Bundesliga für SG Wattenscheid 09 314 Spiele absolvierte und dabei 55 Tore erzielte. Gerhard „Kaki“ Drews führt die Wattenscheider Einsatzliste in der 2. Liga vor Peter Kunkel (310) und Günter Tinnefeld (274) an.

## Laufbahn
Drews kam 1975 vom SV Höntrop zur SG Wattenscheid 09 und spielte die erste Saison in der Amateurmannschaft. In der Endphase der Saison 1975/76 kam der Amateur zu seinen ersten fünf Einsätzen in der 2. Bundesliga. Zur Runde 1976/77 wurde er in den Lizenzkader der Mannschaft von dem ersten Vorsitzenden Klaus Steilmann übernommen, kam aber neben Helmut Horsch, Reinhold Klee, Helmut Zyla, Ewald Hammes, Piero Lussu, Carlos Babington, Peter Wloka und Jürgen Jendrossek nur zu drei Einsätzen in der von Trainer Erhard Ahmann betreuten Mannschaft vom Lohrheidestadion. Als mit Trainer Hubert Schieth 1977/78 den Schwarz-Weißen der Vormarsch auf Rang sechs in der Tabelle gelang, etablierte sich Drews mit 31 Einsätzen und sieben Toren erstmals in der Stammbesetzung. Im letzten Jahr der zweigleisigen 2. Bundesliga durch die Nord- und Südstaffel, kam der Offensivspieler auf seine persönlich beste Bilanz. Er absolvierte zusammen mit Torhüter Manfred Behrendt und Angreifer Peter Kunkel alle 42 Rundenspiele und schoss für die SG 09 noch 15 Tore. Der 10. Tabellenrang reichte zur Nominierung für die ab 1981/82 installierte eingleisige 2. Bundesliga aus.
In der Serie 1986/87, das Traineramt übte Hans-Werner Moors in der Lohrheide aus, neigte sich die Profi-Laufbahn von Gerhard Drews dem Ende zu. Er kam nur noch zu acht Einsätzen. Jetzt waren die Angreifer Harald Kügler und Uwe Tschiskale im Angriff gesetzt und auch der langjährige Torjäger Peter Kunkel befand sich auf dem Rückzug. Seinen letzten Einsatz in der 2. Bundesliga hatte Drews am 32. Spieltag, den 8. Mai 1987, bei der 0:3-Auswärtsniederlage bei Rot-Weiß Oberhausen. Im Sommer 1987 beendete er seine höherklassige Laufbahn.